# Аді Роша
Аді Роша Собріньйо Фільйо або просто Аді Роша або ж Аді (порт.-браз. Adi Rocha Sobrinho Filho / Adi Rocha / Adi; нар. 15 грудня 1985, Ріашан, Мараньян, Бразилія) — бразильський футболіст, нападник.

## Клубна кар'єра
Аді народився в Ріашані, штат Мараньян.

### «Енергі» (Котбус)
У 2009 році відзначився 10-ма голами в 17-ти матчах за «Аустрію Кернтен», після чого перейшов до «Енергі» (Котбус). У своєму першому ж матчі в Бундеслізі отримав важку травму (стійке пошкодження хряща) й тривалий період часу не грав. По завершенні 2-річного контракту, наприкінці сезону 2010/11 років, залишив команду вільним агентом.

### «Конкордія» (Кіажна)
Аді вирішив перезапустити власну кар'єру в клубі румунської Ліги I «Конкордія» (Кіажна). Не будучи обмеженим проблемами в колінах, провів чудовий період у Кіажні, відзначився 8-ма голами у 15-ти матчах та допоміг команді уникнути вильоту до Ліги II.

### «Стяуа» (Бухарест)
У травні 2012 року з інціативи колишнього тренера «Конкордії» Лауренциу Регекампфа придбаний «Стяуа». За нову команду дебютував 23 липня того ж року в переможному (1:0) поєдинку проти свого колишнього клубу, «Конкордії» (Кіажна). Своїм першим голом за бухарестський клуб відзначився наступного туру, в переможному (4:3) драматичному матчі проти «Астри». 30 серпня відзначився двома голами у раунді плей-оф Ліги Європи проти «Екранаса», чим допоміг «Стяуа» вийти до групового етапу вище вказаного турніру.

### «Жальгіріс» (Вільнюс)
У 2014 році підписав контракт з вільнюським «Жальгірісом». У футболці столичного клубу зіграв 3 матчі, в яких відзначився 3-ма голами, а також став переможцем національного чемпіонату.

### «Цзяньсі Ляньшень»
У 2015 році перейшов до клубу Першої ліги Китаю «Цзяньсі Ляньшень». Футбольну кар'єру завершив 2016 року.

## Статистика виступів

### Клубна
| Клуб                     | Сезон              | Ліга                 | Ліга  | Ліга | Кубок | Кубок | Єврокубки | Єврокубки | Загалом | Загалом |
| Клуб                     | Сезон              | Дивізіон             | Матчі | Голи | Матчі | Голи  | Матчі     | Голи      | Матчі   | Голи    |
| ------------------------ | ------------------ | -------------------- | ----- | ---- | ----- | ----- | --------- | --------- | ------- | ------- |
| «Насьйональ» (Сан-Паулу) | 2007               | Серія B              | 19    | 2    | 0     | 0     | 0         | 0         | 19      | 2       |
| ЛАСК                     | 2007–08            | Бундесліга Австрії   | 19    | 2    | 0     | 0     | 0         | 0         | 19      | 2       |
| «Аустрія Кернтен»        | 2008–09            | Бундесліга Австрії   | 16    | 10   | 1     | 0     | 0         | 0         | 17      | 10      |
| «Енергі» (Котбус)        | 2008–09            | Бундесліга           | 1     | 0    | 0     | 0     | 0         | 0         | 1       | 0       |
| «Енергі» (Котбус)        | 2009–10            | Друга Бундесліга     | 0     | 0    | 0     | 0     | 0         | 0         | 0       | 0       |
| «Енергі» (Котбус)        | 2010–11            | Друга Бундесліга     | 0     | 0    | 0     | 0     | 0         | 0         | 0       | 0       |
| «Енергі» (Котбус)        | Загалом            | Загалом              | 1     | 0    | 0     | 0     | 0         | 0         | 1       | 0       |
| «Конкордія» (Кіажна)     | 2011–12            | Ліга I               | 15    | 8    | 0     | 0     | 0         | 0         | 15      | 8       |
| Стяуа (Бухарест)         | 2012–13            | Ліга I               | 16    | 9    | 1     | 0     | 10        | 3         | 27      | 12      |
| «Ґамба Осака»            | 2013               | Джей-ліга 2          | 13    | 9    |       |       | 0         | 0         | 13      | 9       |
| «Жальгіріс» (Вільнюс)    | 2014               | А-ліга               | 3     | 3    |       |       | 0         | 0         | 3       | 3       |
| «Цзяньсі Ляньшень»       | 2015               | Китайська Перша ліга | 29    | 11   | 2     | 5     | 0         | 0         | 31      | 16      |
| Загалом за кар'єру       | Загалом за кар'єру | Загалом за кар'єру   | 131   | 54   | 4     | 5     | 10        | 3         | 145     | 62      |

## Досягнення
«Стяуа»
- Ліга I
  -  Чемпіон (1): 2012/13

«Ґамба Осака»
- Джей-ліга 2
  -  Чемпіон (1): 2013

«Жальгіріс»
- А-ліга
  -  Чемпіон (1): 2014